# マルクス・ファビウス・ドルスオ
マルクス・ファビウス・ドルスオ（ラテン語: Marcus Fabius Dorsuo、生没年不詳）は紀元前4世紀の共和政ローマの政治家・軍人。紀元前345年に執政官（コンスル）を務めた。

## 出自
ドルスオはローマで最も高名はパトリキ（貴族）であるファビウス氏族の出身である。おそらく、父は紀元前390年にガリアがローマ市を攻略した際に、カピトリヌスの丘で自らを犠牲にしたガイウス・ファビウス・ドルスオである。

## 経歴
ドルスオは紀元前345年に執政官に就任。同僚執政官はセルウィウス・スルピキウス・カメリヌス・ルフスであった。この年、アウルンキがローマ領土を襲撃してきたが、敵が全ラティウムを支援することを恐れた元老院は、ルキウス・フリウス・カミッルスを独裁官（ディクタトル）に任命した。独裁官任期の終了後、両執政官が軍の指揮を引き継ぎ、ウォルスキ都市ソラを奇襲によって占領した。

## 子孫
おそらく、ドルスオには同名の息子がいたと思われ、その息子、即ちドルスオの孫の一人が紀元前273年の執政官ガイウス・ファビウス・ドルソ・リキヌスであると思われる。

## 参考資料
- ティトゥス・リウィウス『ローマ建国史』